# Heinrich Friese
Heinrich Friese, Heinrich Friedrich August Karl Ludwig Friese, född den 4 maj 1860 i Schwerin, död där den 8 september 1948, var en tysk biolog och entomolog specialiserad på bin.
Frieses intresse för bin väcktes av entomologen Otto Schmiedeknecht som 1883 tog med honom på en insamlingsresa till södra Frankrike, Spanien och Balearerna. Arterna som samlades in under resan såldes för att finansiera resan och möjliggjorde att Friese kunde stanna i Paris och undersöka samlingar från tidigare entomologer som Pierre André Latreille, Georges Cuvier, Amédée Louis Michel Lepeletier och Frédéric Jules Sichel. Mellan 1883 och 1939 beskrev han 1 989 nya arter och 564 nya varianter eller underarter av insekter, 99% av dessa var bin. Biarten Eufriesea är uppkallade efter honom.